# Angely
Angely ist eine französische Gemeinde mit 152 Einwohnern (Stand: 1. Januar 2022) im Département Yonne in der Region Bourgogne-Franche-Comté (vor 2016 Bourgogne) im Osten Frankreichs. Die Gemeinde gehört zum Arrondissement Avallon und zum Kanton Chablis (bis 2015 L’Isle-sur-Serein). 

## Geografie
Angely liegt etwa 50 Kilometer südöstlich von Auxerre am Serein. Umgeben wird Angely von den Nachbargemeinden L’Isle-sur-Serein im Norden, Blacy im Osten und Nordosten, Montréal im Südosten, Sceaux im Süden, Athie im Südwesten sowie Sainte-Colombe im Westen und Nordwesten.

## Einwohnerentwicklung
| Jahr                      | 1962 | 1968 | 1975 | 1982 | 1990 | 1999 | 2006 | 2013 |
| ------------------------- | ---- | ---- | ---- | ---- | ---- | ---- | ---- | ---- |
| Einwohner                 | 180  | 156  | 149  | 162  | 177  | 142  | 124  | 166  |
| Quelle: Cassini und INSEE |      |      |      |      |      |      |      |      |

## Sehenswürdigkeiten
- Kirche Saint-Germain-d’Auxerre
- Turm von Pancy, Reste einer Festung aus dem 15. Jahrhundert

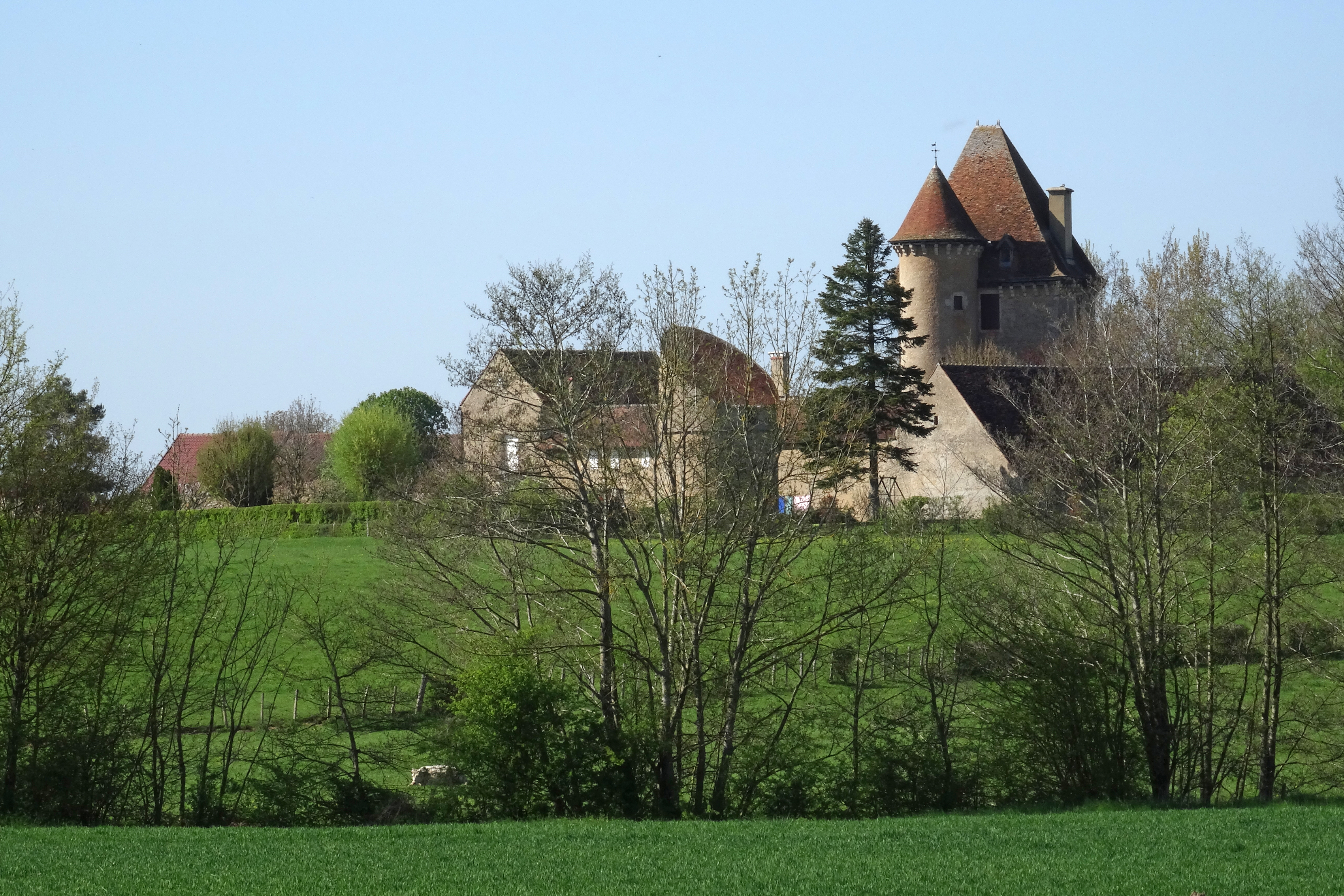
Turm von Pancy

- Scheune von Pancy